# 羅莉克·斯洛積斯
罗内科·斯洛特耶斯（英語：Lonneke Slöetjes，1990年11月15日—），前荷蘭女子排球運動員，身高1米92，司職接應及主攻手。在2021年宣布退役。
她代表荷蘭在巴西出戰2016年奥林匹克运动会奪得第四名，是荷蘭在奥运女子排球史上最佳成績。斯洛積斯在奥林匹克运动会中表現出色：個人共得138分，是排名第三的最佳扣球手，同時亦入選為最佳陣容（Dream Team）中的最佳接應。

## 運動生涯
2008年，年仅18岁的斯洛積斯以替补主攻的身份进入国家队，当时的荷兰处在队史上的第二个高峰期。进入伦敦奧運周期，斯洛積斯仍未得到国家队主帅小塞林格的器重，后受伤病困扰更影响了她的个人发展。从主攻换位接应，不仅有如日中天的弗里尔高高在上，甚至不如以速度见长的皮特森，一度沦为荷兰队的第三接应。直至2015年，意大利人古德蒂执掌荷兰女排后，在国家队进进出出7年的斯洛特耶斯终于遇到了“伯乐”。凭借出色的身体条件和攻击力，斯洛特耶斯晋升主力接应，帮助荷兰队在2015年欧锦赛斩获亚军再度腾飞，她个人也迎来了运动生涯的高峰。2015年，罗内科·斯洛特耶斯在2015年阿塞拜疆巴库欧洲运动会上与荷蘭女子排球国家队一起比赛。 在2016年奥运会期间，罗内科·斯洛特耶斯帮助荷兰队打入了他们的第一个半决赛，获得第四名并被选为本的最佳接應。她在2016年世界女排大奖赛上获得了最佳接應。
2015年起，斯洛積斯便跟随古德蒂加盟其執教的土超豪門瓦基弗銀行女排俱樂部。當時俱樂部已經有巴西名將謝拉·卡斯楚擔任主力接應二傳，謝拉的名氣和實力亦比斯洛積斯高幾倍。但在古德蒂的指導下，斯洛積斯成為了隊中的主力接應二傳，把謝拉压在替补席上。来到瓦基弗银行的第一年，她就帮助球队在土甲联赛问鼎，个人荣膺最佳接应。早一年加盟的谢拉没有做到的事情，在斯洛特耶斯主打时实现，成功令质疑教练选择和斯洛特耶斯能力的人闭口。而隨住世界第一主攻朱婷的加盟，二人携手为球队效力3个赛季，在土超、欧冠和世俱杯三线爆发，成功迎来队內史上第二个鼎盛时期。
2018年，以斯洛積斯為首的荷蘭女排在世界女排錦標賽奪得第四名，這也是荷蘭女排史上最好的成績。在六強對陣美國時，斯洛積斯靠一己之力帶領荷蘭女排在五局苦戰中戰勝美國女排，她在本場對戰中總共奪得38分，大大拋離第二高分的17分。斯洛積斯力壓寶拉·艾格努及路易莎·利普曼的36分成為了2018年世界女排錦標賽單場奪得最高分的選手。
直至2018-2019赛季，斯洛積斯的狀態開始有起伏，實力大不如前。一個強力接應對球隊非常重要，更何況身為世界第一的球隊瓦基弗銀行。斯洛積斯亦要離開效力了5年的瓦基弗銀行，並重返意甲加盟斯坎迪奇女排俱樂部。而瓦基弗銀行則簽約斯坎迪奇的瑞典天才少女伊莎貝爾·哈克，進行了一次交換。而斯坎迪奇亦有波蘭新星斯馬澤克。由於斯馬澤克的進攻能力強，她便成為了斯坎迪奇的主力接應。而斯洛積斯則淪為替补。及後因斯馬澤克的受傷下才能打主力接應，但實力已大不如前。
2020-2021赛季，斯洛積斯將暂离职业排球赛场一年，但她还是会参加荷兰排协组织的职业规划项目，以及继续攻读商业管理学位。
2021年2月23日，斯洛積斯在社交媒體宣布结束自己的排球职业生涯，正式退役。

## 獎項

### 个人荣誉
- 2015年瑞士女排精英赛：最佳接應
- 2015年欧洲运动会：最佳接應
- 2015–16赛季土耳其女排超級聯賽：最佳接應
- 2016年世界女排大奖赛：最佳接應
- 2016年奥运会：最佳接應
- 2016–17赛季歐洲女排聯賽冠軍盃：最佳接應
- 2015年欧洲运动会：最佳接應

### 俱樂部
- 2015–16赛季歐洲女排聯賽冠軍盃： - 銀牌（瓦基弗銀行女排俱樂部）
- 2015–16赛季土耳其女排超級聯賽： - 金牌（瓦基弗銀行女排俱樂部）
- 2016年世界女排俱樂部錦標賽： - 銅牌（瓦基弗銀行女排俱樂部）
- 2016年土耳其冠軍杯： - 銀牌（瓦基弗銀行女排俱樂部）
- 2016–17赛季土耳其女排超級聯賽： - 銅牌（瓦基弗銀行女排俱樂部）
- 2016–17赛季歐洲女排聯賽冠軍盃： - 金牌（瓦基弗銀行女排俱樂部）
- 2017年世界女排俱樂部錦標賽： - 金牌（瓦基弗銀行女排俱樂部）
- 2017年土耳其冠軍杯： - 金牌（瓦基弗銀行女排俱樂部）
- 2017年土耳其杯： - 金牌（瓦基弗銀行女排俱樂部）
- 2017–18赛季土耳其女排超級聯賽： - 金牌（瓦基弗銀行女排俱樂部）
- 2017–18赛季歐洲女排聯賽冠軍盃： - 金牌（瓦基弗銀行女排俱樂部）